# Marais de Chaumont devant Damvillers
Marais de Chaumont devant Damvillers este o arie protejată (sit de importanță comunitară — SCI) din Franța întinsă pe o suprafață de 79 ha, integral pe uscat.

## Localizare
Centrul sitului Marais de Chaumont devant Damvillers este situat la coordonatele 49°18′28″N 5°24′56″E / 49.30778°N 5.41556°E.

## Înființare
Situl Marais de Chaumont devant Damvillers a fost declarat arie specială de conservare în baza directivei 92/43 din 1992 referitoare la conservarea habitatelor naturale și a faunei și florei sălbatice pentru a proteja 5 specii de animale.

## Biodiversitate
Situată în ecoregiunea continentală, aria protejată conține 2 habitate naturale: Mlaștini alcaline, Pajiști cu Molinia pe soluri calcaroase, turboase sau argilos-nămoloase (Molinion caeruleae).
La baza desemnării sitului se află mai multe specii protejate:
- nevertebrate (3): Coenagrion mercuriale, fluturele purpuriu (Lycaena dispar), Vertigo moulinsiana
- pești (2): zglăvoacă (Cottus gobio), cicar (Lampetra planeri)

Pe lângă speciile protejate, pe teritoriul sitului au mai fost identificate 6 specii de plante, 10 specii de păsări.